# カラン・シン・グローバー
カラン・シン・グローバー（Karan Singh Grover、1982年2月23日生 -  　）は、インドで『Dill MillGayye』や『QuboolHai』などテレビシリーズ作品で知られるインドのモデル兼俳優。

## 生年期
グローバーは1982年2月23日にインド・ニューデリーでパンジャーブ人シク教徒一家に生まれる。兄弟は弟がいる。グローバーが幼年期に家族はサウジアラビアのアル・コバールに移住。現地のダンマームで学校教育を受けた後、 IHMムンバイ校でホテル経営の学位を取得した。その後、オマーンのシェラトンホテルでマーケティングエグゼクティブとして従事していた。

## キャリア
2004年、グローバーはモデルの経験を積むためにグラドラッグスマンハントコンテストに参加し、「最も人気のあるモデル」賞を受賞。同年には才能発掘の一環で抜擢を受けてテレビ業界にも進出。

## 私生活

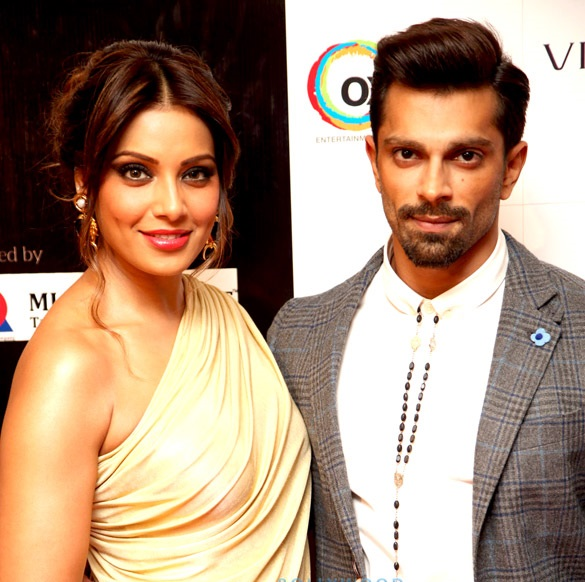
グローバーと妻のビパシャ・バスー

グローバーは2008年12月2日に女優のシュラッダー・ニガムと結婚。しかし10ヶ月後に離婚。2012年4月9日にはジェニファー・ウィンゲットと結婚するが、この夫婦も2014年に別れた 。2016年4月30日に女優のビパシャ・バスーと結婚。
グローバーは自身を宗教論者ではなく精神論者であり 、フィットネス愛好家であると述べている。

## 賞とノミネート

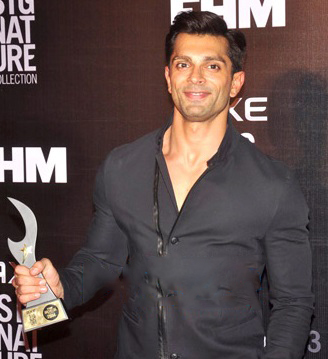
FHMアワードのグローバー